# Karel Juliš
Karel Juliš (10. listopadu 1929 Praha – 22. července 2019) byl český a československý vysokoškolský pedagog, odborník na mechaniku, člen Československé akademie věd a politik Komunistické strany Československa, za normalizace ministr školství, mládeže a tělovýchovy České socialistické republiky, československý ministr hutnictví, strojírenství a elektrotechniky, místopředseda vlády Československa a předseda Státní komise pro vědeckotechnický a investiční rozvoj.

## Biografie
Pocházel z úřednické rodiny. V roce 1949 dokončil gymnázium, v letech 1949-1953 vystudoval ČVUT Praha. V letech 1953-1982 pracoval v Státním výzkumném ústavu pro stavbu strojů v Běchovicích, později zde zastával funkci vedoucího výzkumu a zástupce ředitele, od roku 1971 ředitele. Současně na ČVUT vedl katedru mechaniky. Do roku 1986 byl děkanem strojní fakulty ČVUT. V roce 1987 se stal ředitelem Ústavu teoretické a aplikované mechaniky Československé akademie věd. Koncem 80. let byl místopředsedou ČSAV a předsedou České komise pro vědecké hodnosti. Od roku 1965 byl členem komunistické strany. XVII. sjezd KSČ v roce 1986 ho zvolil kandidátem Ústředního výboru KSČ. Zasedal v národohospodářské komisi ÚV KSČ. Byla mu udělena státní cena Klementa Gottwalda, Vyznamenání Za vynikající práci a Vyznamenání Za zásluhy o výstavbu. Získal vědecký titul "akademika" (v roce 1984, předtím od roku 1977 byl "Členem korespondentem ČSAV"). Publikoval odborné práce z oboru mechaniky a vyvažování rotorů.
V letech 1983 až 1987 byl děkanem Fakulty strojní ČVUT v Praze.
V době tzv. "přestavby", v květnu 1987 byl jmenován členem české vlády Ladislava Adamce jako ministr školství, mládeže a tělovýchovy.
V roce 1987 udělil cenu ministra školství za studijní průměr 1,0 v průběhu celého vysokoškolského studia nynějšímu prof. Ing. Josefu Štětinovi, Ph.D.
Karel Juliš funkci ministra školství zastával do října 1988. Pak přešel do československé vlády, kde v období říjen 1988 – červen 1989 zastával funkci ministra hutnictví, strojírenství a elektrotechniky ve federální vládě Ladislava Adamce. Od června 1989 do prosince 1989 byl potom ve vládě jako předseda Státní komise pro vědeckotechnický a investiční rozvoj. Od října 1988 do prosince 1989 byl zároveň místopředsedou této vlády.
Poté působil pedagogicky na Fakultě strojní ČVUT až do roku 1994, kdy se vrátil do průmyslové praxe a působil také jako prorektor soukromé Vysoké školy regionálního rozvoje.